# Florence Mills
Florence Mills, geboren als Florence Winfrey (Washington D.C., 25 januari 1895 of 1896 – New York, 1 november 1927), was een Amerikaanse zangeres en danseres, bekend als 'Queen of Jazz' en 'Queen of Happiness'. Ze was de eerste zwarte ster in het tot dusver blanke Broadway.

## Biografie

### Afstamming en geboorte
Florences ouders John Winfrey en Nelly Winfrey-Simon werden nog als slaaf geboren in Amherst County in Virginia. Ze werkten in de tabaksindustrie van Lynchburg (Virginia) en hadden aanvankelijk twee dochters Olivia en Maud. Economische problemen in de tabaksindustrie leidden tot de verhuizing met beide dochters naar Washington D.C., waar John Winfrey als arbeider werkte en Nellie Winfrey in een wasserette. Beiden waren analfabeet.
Florence kwam ter wereld in een krottenwijk in Washington D.C. Als verjaardag komen in aanmerking:
- 25 januari 1896, baserend op de geboorte-oorkonde
- december 1895, baserend op een scan van Zensus in 1900
- 25 januari 1895 baserend op een door de bibliotheek van Washington, D.C. uitgegeven website

Bill Egan, die een website onder hun naam leidt, gebruikt eerstgenoemde datum. Voor 1895 spreekt echter ook de indicatie op de grafsteen.

### Carrière
Florence Mills trad reeds in 1900 als kind op tijdens dansconcours en voor amusement. In 1903 zong ze voor de eerste keer tijdens een podiumshow. Iets later trok ze rond met een vaudevillegroep. Vanwege haar jonge leeftijd werd ze gearresteerd en in een opvoedingsgesticht geplaatst. Haar familie verhuisde in 1905 naar New York, waar Mills een poos een normale school bezocht.
Vanaf 1910 was ze met haar beide zusters te zien in shows onder de naam The Mills Sisters. Ze toerden door delen van de Verenigde Staten, ten laatste na het huwelijk van Maude nog slechts met Olivia. Olivia trok zich terug van het podium en Florence trad in 1915 op met Kinky Caldwell, totdat deze trouwde. In 1916 formeerde ze met Bricktop en Cora Green het Panama Trio, dat in Chicago successen kende.
In 1917 werd Mills lid van de jazzband The Tennessee Ten, wiens dansleider Ulysses 'Slow Kid' Thompson (1888–1990) haar levensgezel werd. Terwijl Thompson zijn militaire diensttijd uitdiende in Europa, kwam er een succesvolle hereniging van het Panama Trio met Carolyn Williams in plaats van Bricktop. In 1919 ging Mills terug naar The Tennessee Ten. Spoedig daarna had ze de eerste successen als soliste en werd Kid Thompson haar manager. Beiden verhuisden in 1921 naar New York en trouwden daar. In 1921 trad ze op in de eerste Afro-Amerikaanse musical Shuffle Along in Broadway.
In 1922 kreeg Mills haar eigen Broadway-show, die haar tot superster maakte. Ook in Londen werd de show algemeen bekend. De successen duurden voort tijdens de komende jaren. Haar song I'm a Little Blackbird looking for a Bluebird geldt als nauwelijks verhuld protest tegen rassendiscriminatie, waarmee Mills ook als ster voortdurend werd geconfronteerd.
In 1926 ging Mills met haar show Blackbirds in Frankrijk en het Verenigd Koninkrijk op tournee. In Londen barstte een regelrechte Blackbirds-rage los. De show werd alleen in Londen meer dan 250 keer opgevoerd. Door de hoge belasting van twee shows dagelijks, daarbij nog matinees en liefdadigheidsevenementen, raakte Florence Mills overspannen en ziek. In mei 1927 begon een tournee door het Verenigd Koninkrijk. In augustus 1927, na een opvoering in Liverpool, werd haar door de arts aangeraden om de tournee direct af te breken, omdat er anders levensgevaar bestond. Uitgeput gingen Mills en Thompson in augustus 1927 naar Baden-Baden op kuur. Daarna vloog ze naar Berlijn om haar vriendin Bricktop te ondersteunen.
In september 1927 bereikte ze per boot weer de Verenigde Staten. Ze werd gevierd als succesvolle ster. Naar aanleiding van de ziekte van haar moeder vertraagde ze haar eigen medische behandeling. Ze kreeg tuberculose. Pas op 24 en 25 oktober ging Mills ter behandeling naar het ziekenhuis, waar ze twee keer werd geopereerd. Na een blindedarm-operatie wist ze, dat ze zou overlijden.

## Overlijden
Florence Mills overleed in november 1927. Haar begrafenis in Harlem werd bezocht door 150.000 mensen.
Het huis in New York, waarin Florence Mills van 1910 tot 1927 zou hebben gewoond, werd in 1976 onder monumentenzorg geplaatst. In 2009 werd deze beëindigd, nadat was gebleken dat dit het verkeerde huis was en het echte huis ondertussen was gesloopt.